# Vitgröe
Vitgröe (Poa annua). Ibland benämns denna växt enbart gröe. Det är en, vanligen ettårig, ört tillhörande familjen gräs.

## Beskrivning
Vitgröe är lågväxt och blir normalt endast 5 till 25 centimeter hög. Bladen är mellan 2 och 5 millimeter breda och har en ljusgrön färgton. Blomställningen består av en 2 till 5 centimeter lång vippa. Vippan har ett flertal småax som alla saknar borst. Den blommar från februari till november.

## Habitat
Vitgröe förekommer i hela Norden utom i Islands inland.

## Biotop
Vitgröe växer bland annat i gräsmattor, längs väg- och trottoarkanter samt på ruderatmark.

## Användning
En del gräsblandningar för golfbanor och fotbollsplaner innehåller vitgröe.

## Bygdemål
| Namn    | Trakt              | Förklaring           | Referens |
| ------- | ------------------ | -------------------- | --- |
| Rådtåðå | Dalarna (Älvdalen) | ð är tonande d (eth) | Rietz kallar växten Poa annus, vilket antagligen bara är en böjningsvariant till annua av latinska roten annuum, som betyder årlig. |